# Owen (SAC)

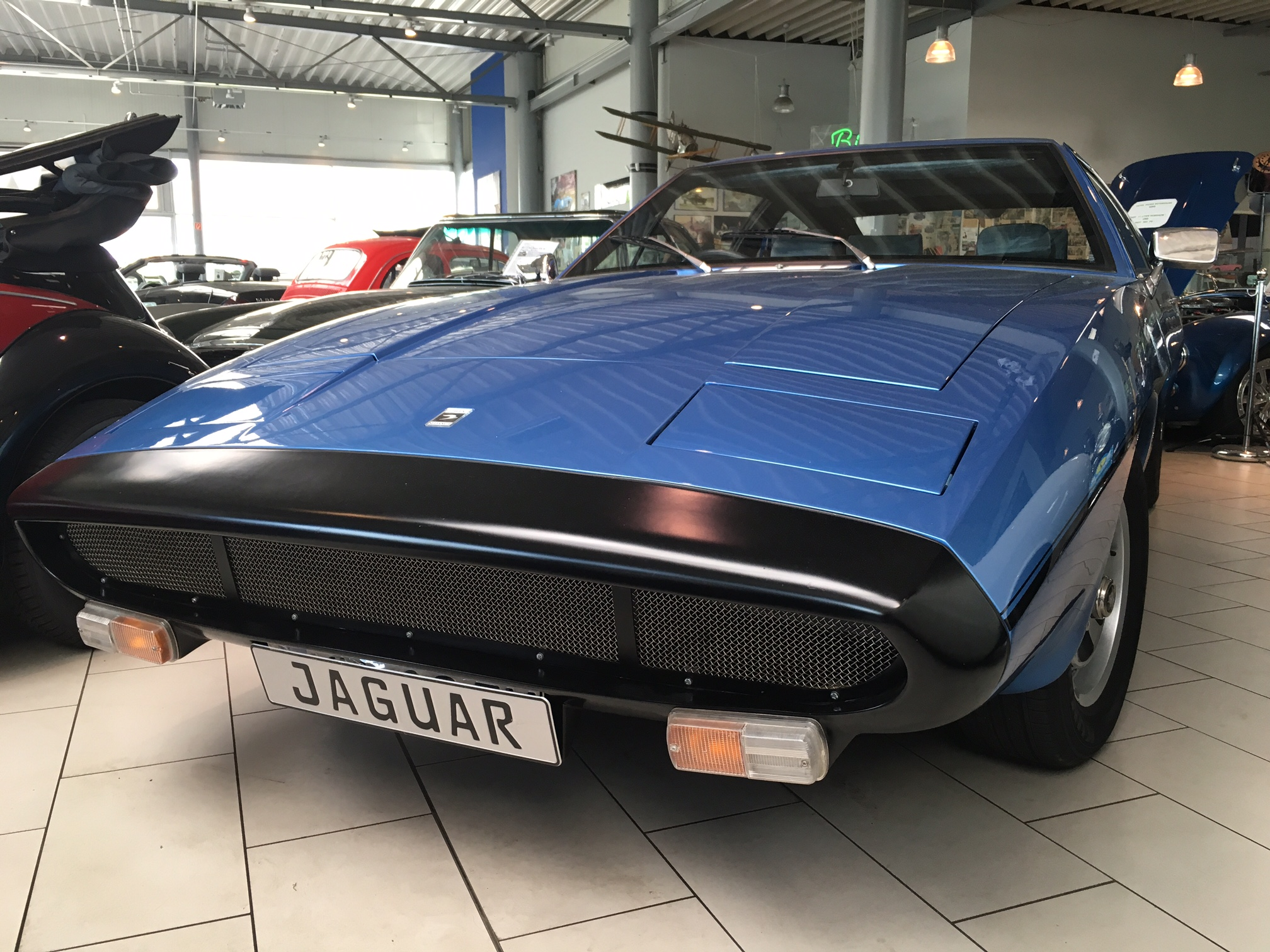
Owen Sedanca

Owen war eine britische Automarke, die ab 1973 von der SAC Designs Ltd. in London gefertigt wurde. Die zweisitzigen Roadster basierten auf den Jaguar der XJ-Baureihe. Spätestens 1983 endete die Produktion.
Das kleinere Modell war der Owen Sedanca 6, basierend auf dem Jaguar XJ6. Der Wagen besaß einen Sechszylinder-Reihenmotor mit 4,2 l Hubraum und zwei obenliegenden Nockenwellen, der 245 bhp (180 kW) bei 5500 min−1 entwickelte. Er hatte einen Radstand von 2769 mm.
Der Owen Sedanca 12 basierte auf dem Jaguar XJ12. Die Karosserie war die gleiche wie beim Sedanca 6, aber ausgestattet mit einem V12-Motor mit 5,3 l Hubraum und einer obenliegenden Nockenwelle. Das Aggregat entwickelt 265 bhp (195 kW) bei 6000 min−1.

## Modelle
| Modell     | Bauzeitraum | Zylinder | Hubraum  | Leistung         | bei Drehzahl | Radstand |
| ---------- | ----------- | -------- | -------- | ---------------- | ------------ | -------- |
| Sedanca 6  | 1973–1983   | 6 Reihe  | 4235 cm³ | 245 bhp (180 kW) | 5500 min−1   | 2769 mm  |
| Sedanca 12 | 1973–1983   | 12 V     | 5343 cm³ | 265 bhp (195 kW) | 6000 min−1   | 2769 mm  |